# François Bracci
François Bracci (31. října 1951, Beinheim – 28. prosince 2023, Alès) byl francouzský fotbalista, levý obránce. Po skončení aktivní kariéry působil jako trenér.

## Fotbalová kariéra
Ve francouzské lize začínal v Olympique Marseille, se kterým získal v roce 1972 double a v roce 1976 francouzský fotbalový pohár. Dále hrál francouzskou ligu za RC Strasbourg Alsace, FC Girondins de Bordeaux a znovu za Olympique Marseille. Kariéru zakončil ve druhé francouzské lize v  FC Rouen a AS Béziers. V Ligue 1 nastoupil ve 392 utkáních a dal 14 ligových gólů. V Poháru mistrů evropských zemí nastoupil v 6 utkáních,  v Poháru vítězů pohárů nastoupil ve 2 utkáních a v Poháru UEFA nastoupil v 16 utkáních a dal 2 góly. Za francouzskou reprezentaci nastoupil v letech 1973–1982 v 18 utkáních. Na Mistrovství světa ve fotbale 1978 nastoupil v utkání proti Maďarsku.

## Ligová bilance
| Ročník            | Zápasy | Góly | Klub                     |
| ----------------- | ------ | ---- | ------------------------ |
| Ligue 1 1971/1972 | 3      | 1    | Olympique Marseille      |
| Ligue 1 1972/1973 | 15     | 0    | Olympique Marseille      |
| Ligue 1 1973/1974 | 28     | 0    | Olympique Marseille      |
| Ligue 1 1974/1975 | 36     | 1    | Olympique Marseille      |
| Ligue 1 1975/1976 | 37     | 2    | Olympique Marseille      |
| Ligue 1 1976/1977 | 36     | 2    | Olympique Marseille      |
| Ligue 1 1977/1978 | 38     | 1    | Olympique Marseille      |
| Ligue 1 1978/1979 | 38     | 1    | Olympique Marseille      |
| Ligue 1 1979/1980 | 26     | 2    | RC Strasbourg Alsace     |
| Ligue 1 1980/1981 | 38     | 0    | FC Girondins de Bordeaux |
| Ligue 1 1981/1982 | 37     | 0    | FC Girondins de Bordeaux |
| Ligue 1 1982/1983 | 37     | 3    | FC Girondins de Bordeaux |
| Ligue 2 1983/1984 | 35     | 4    | Olympique Marseille      |
| Ligue 1 1984/1985 | 23     | 1    | Olympique Marseille      |
| Ligue 2 1985/1986 | 32     | 3    | FC Rouen                 |
| Ligue 2 1986/1987 | 16     | 0    | AS Béziers               |
| CELKEM Ligue 1    | 392    | 14   |                          |